# Cantone di Annot
Il Cantone di Annot è una divisione amministrativa soppressa dell'arrondissement di Castellane.
A seguito della riforma approvata con decreto del 24 febbraio 2014, che ha avuto attuazione dopo le elezioni dipartimentali del 2015, dall'aprile 2015 è stato accorpato al Cantone di Castellane.

## Composizione
Comprendeva 7 comuni:
- Annot
- Braux
- Le Fugeret
- Méailles
- Saint-Benoît
- Ubraye
- Vergons